# Никхахит

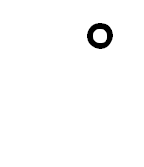

Никкхахит (тай.นิคหิต, пали.นิคฺคหีต, санскр.นิคฺฤหีต — никрихит), ятнамканг (тай.หยาดน้ำค้าง), (кхмер. никкахет, дамлэ) — тайская анусвара, надстрочный диакритический знак тайской, лаосской и кхмерской письменности. Кроме традиционного значения анусвары, в контакте со знаком лакханг, никкхахит образует финаль -ам, в контакте со знаком пинтуи в тайском и лаосском образуется краткий гласный «ы». В кхмерском пин никкахет для гласных группы «А» обозначает огласовку «э», для группы «О» — огласовку «ы».
| сакоткам                        | тайский | кириллица | МФО       |
| ------------------------------- | ------- | --------- | --------- |
| (инициаль) + никхахит           | -ํ       | -н        | /ã/       |
| (инициаль) + никхахит + лакханг | -ำ      | ам        | /am/      |
| (инициаль) + пин + никхахит     | -ึ       | ы         | /ɯʔ/, /ɯ/ |

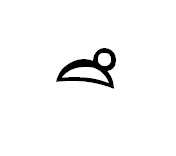
Тайский пин никхахит (сара ы)
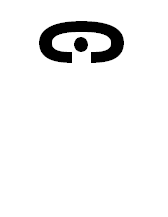
Лаосский пин никхахит.